# Uri Rubin

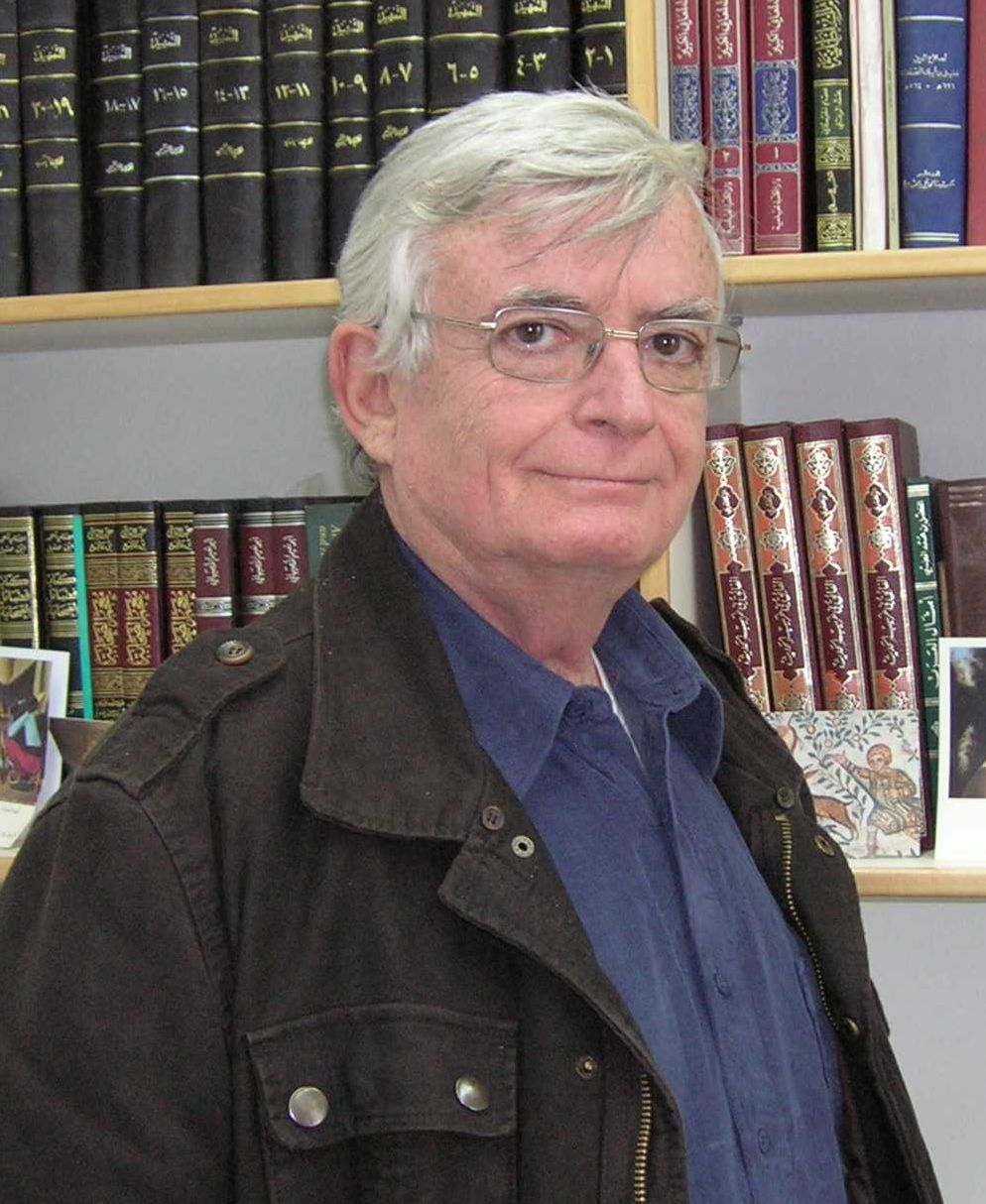
Uri Rubin (2007)

Uri Rubin (geb. 1944 in Kfar Ono, Palästina; gest. vor oder am 26. Oktober 2021) war ein israelischer Islamwissenschaftler und Hochschullehrer.

## Leben und Wirken
Uri Rubin wurde 1944 in Kfar Ono (heute: Kirjat Ono) geboren. Er besuchte das Neue Gymnasium in Tel Aviv und studierte zunächst die Geschichte des Mittleren Ostens und des Tanach. Nach dem Abschluss dieses Studiums mit dem Bachelor-Grad studierte er an der Universität Tel Aviv Arabistik bei Meir Jacob Kister und promovierte bei ihm 1975 mit einer Arbeit über Mohammed, mit besonderem Schwerpunkt auf dessen eschatologischer Gedankenwelt.
Rubin war Professor an der Abteilung für Arabistik und Islamwissenschaft der Universität Tel Aviv. Er forschte über den frühen Islam (mit besonderem Schwerpunkt auf dem Koran), zur Koranexegese (tafsīr) und der frühislamischen Tradition (sīra und ḥadīṯ). Ziel seiner Forschungen war die Darstellung der Weltanschauung der ersten Muslime im Vergleich zur vorislamischen Vergangenheit Dschāhilīya, unter Berücksichtigung des Korans sowie der außerkoranischen religiösen und historiographischen Literatur. Zudem forschte er über den Status Jerusalems (einschließlich des Felsendoms) in der Anfangszeit des Islams, im Vergleich zu Mekka und der Kaaba. Er übersetzte verschiedene Werke aus dem Arabischen ins Hebräische, seine hebräische Koranübersetzung erschien 2005. Er ist Autor und war Herausgeber verschiedener Werke, sowie Mitarbeiter der Encyclopaedia of Islam und anderer fachwissenschaftlicher Werke. Er war als assistant editor Mitglied der Redaktionsleitung der Encyclopaedia of the Qurʾān.

## Publikationen (Auswahl)
Monographien
- Uri Rubin (Hrsg.): The Life of Muḥammad. Ashgate Variorum, Aldershot 1998, ISBN 0-86078-703-6 (= The Formation of the Classical Islamic World, vol. 4).
- Uri Rubin: The eye of the beholder, the life of Muhammad as viewed by the early Muslims, a textual analysis, Princeton, NJ : Darwin Press 1995 (Studies in late antiquity and early Islam 5), ISBN 0-87850-110-X, 22f
- Between Bible and Qur'an: The Children of Israel and the Islamic Self-Image. Princeton, New Jersey: The Darwin Press, 1999.
- Muhammad the Prophet and Arabia. Variorum Collected Studies Series, Ashgate, 2011.
- The Qur’an: Hebrew translation from the Arabic, annotations, appendices and index, 600 S., Tel Aviv, 2005 (hebr.)

andere
- Uri Rubin: Art. Aḥmad, Name of the Prophet, in: Encyclopaedia of Islam, 3. A., Brill 2008.
- The Seal of the Prophets and the Finality of Prophecy. On the Interpretation of the Qurʾānic Sūrat al-Aḥzāb (33). In: Zeitschrift der Deutschen Morgenländischen Gesellschaft (ZDMG), Band 164 (2014), S. 65–96*
- Repentance and Penance in Jane Dammen McAuliffe (ed.): Encyclopaedia of the Qur’an. 6 Bde. Leiden 2001–2006. Bd. IV, S. 426–30.
- Al-Walad li-l-firāsh. On the Islamic campaign against zinā in Studia Islamica 80 (1994) 5-26.
- Prophets and Caliphs: The Biblical Foundations of the Umayyad Authority. In: Herbert Berg (Hrsg.): Method and Theory in the Study of Islamic Origins. Brill, Leiden 2003.
- al-walad li-l-firāsh. On the islamic campaign against zinā. In: Studia Islamica (SI), Band 78, 1993.
- The Assassination of Kaʿb b. al-Ashraf. In: Oriens. Band 32, 1990.
- Between Arabia and the Holy Land: a Mecca-Jerusalem Axis of Sanctity. In: Jerusalem Studies in Arabic and Islam (JSAI). 34 (2008)
- The Kaʿba: aspects of its ritual functions and position in Pre-Isamic and early Islamic times. In: Jerusalem Studies in Arabic and Islam. 8 (1986)
- Ḥanīfiyya and Kaʿba. An inquiry into the Arabian pre-Islamic background of dīn Ibrāhīm in Jerusalem Studies in Arabic and Islam 13 (1990) 85-112.
- Morning and Evening Prayers in Early Islam in Jerusalem Studies in Arabic and Islam 10 (1987) 40-67.
- Art. Abū Ṭālib in Encyclopaedia of Islam, THREE. Edited by: Gudrun Krämer, Denis Matringe, John Nawas, Everett Rowson. Brill Online, 2014.
- Abd al-Muṭṭalib b. Hāshim. Encyclopaedia of Islam, THREE. Edited by: Gudrun Krämer, Denis Matringe, John Nawas, Everett Rowson. Brill Online, 2013.
- Pre-Existence and Light – Aspects of the Concept of Nūr Muḥammad. In: Israel Oriental Studies 5 (1975), S. 62–119
- Barāʾa: A Study of some Quranic Passages in Jerusalem Studies of Arabic and Islam 5 (1984) 13–32.
- Quran and Tafsīr. The case of „ʿan yadin“. In: Der Islam, Bd. 70 (1993), S. 133–144
- Muhammad's night journey (isrāʾ) to al-masdjid al-aqṣā. Aspects of the earliest origins of the islamic sanctitiy of Jerusalem. In: al-Qantara 29 (2008), S. 147–164.
- Between Arabia and the Holy Land: A Mecca-Jerusalem axis of sanctity. In: Jerusalem Studies in Arabic and Islam 34 (2008), S. 345–362.
- The Direction of Prayer in Islam: A Contribution to the History of a Struggle between Rituals, in: Historiya 6 (5460/2000), S. 5–29 (hebr.)